# Мики џез
Мики џез (енгл. Micky Jazz) био је један од првих џез оркестара у Београду, основан 1927. године.

## О оркестру и његовим члановима
Џез музика у Београду почела је да се изводи почетком 1920-их година. Један од најстаријих оркестара основан је 1927. године од стране студената, београдских Јевреја. Назвали су га  „Студентски Мики џез”. Име су преузели од Мики Мауса, јунака цртаног филма који се појавио, отприлике, у исто време када и они.   Састав оркестра није личио на данашњи џез оркестар, какав ми познајемо. Убрајао је инструменте као што су виолина, бенџо, бубњеви, труба, саксофон, хармоника. 
Београдској публици, први пут су се представили у двобојним ципелама, такозваним „чарлстонкама” и белим џемперима са „М” амблемом. 
Оркестар чинило је пет извођача и сви су били аматери. Рафаел Блам, музички образован и већ искусан на сцени, управљао је бендом и у њему свирао виолину и бенџо. На бубњевима, вентил тромбону, труби, саксофону, хармоници и клавиру распоредили су се и мењали његови пријатељи. Сви су се упознали током активности у Јевреској заједници, где су и раније наступали поводом прослава великих јеврејских празника.
Није тачно познато када је који члан ушао у Мики џез, или из њега прешао у неки од сродних састава. Познато је да је у првој постави за клавиром седео Емил Хиртвајл. Касније је, и на дуже стазе, пијаниста био Бела Купферберг, а повремено је с бендом наступала и Љубица Робичек. Мика Албахари свирао је бубњеве, и на саксофону се смењивао са Соломоном – Монијем Амодајем. Познатији бубњар Мики џеза био је Иса Алфандари који је важио за најбољег импровизатора на бини свог доба. Вили Штајер свирао је хармонику и тромбон, а Механем Мика Данити, инжењер по струци, трубу. 
Репертоар оркестра чиниле су популарне композиције тога времена. Наступали су по свим салама и дворанама Београда, а имали су и част да наступају у популарном „Џокеј клубу”. Последњи наступ имали су у Ратничком Дому (данас Дом војске), на дочеку Нове 1941. године.
Џез оркестри успешно су наступали све до нацистичке окупације, 1941. године, када и сам помен џеза постаје основ за ликвидацију. Адолф Хитлер настојао је да угаси корене џеза широм Европе, као и сваке друге културе која није почивала на аријевским стандардима. Сметали су му, посебно, музичари јеврејског порекла.
Хитлерове трупе тражиле су доушнике, који би им помогли да што брже обаве попис београдских Јевреја. Убрзо након уласка нациста у Београд, била су им позната имени и свих чланова Мики џеза. Логор Сајмиште, Јасеновац, Топовске шупе или „марш смрти”, један по један, страдали су пионири београдског џеза од немачких, хрватских и мађарских нациста. Постављена је и спомен плоча са именима чланова бенда Мики џеза, у просторијама „УК Паропрод”.
Рафаел Блам био је једини који је доживео да своје инструменте поново засвира на слободи, по завршетку нацистичких терора. Његови уметнички гени пренели су се на његову децу: Михаила Мишу Блама, који је басиста светског реномеа и носилац бројних музичких награда и признања за допринос развоју џез културе у Србији, и Наду Блам, првакињу Народног позоришта у Београду, позната и као синхронизаторка дечјих програма.